# カリフラワー

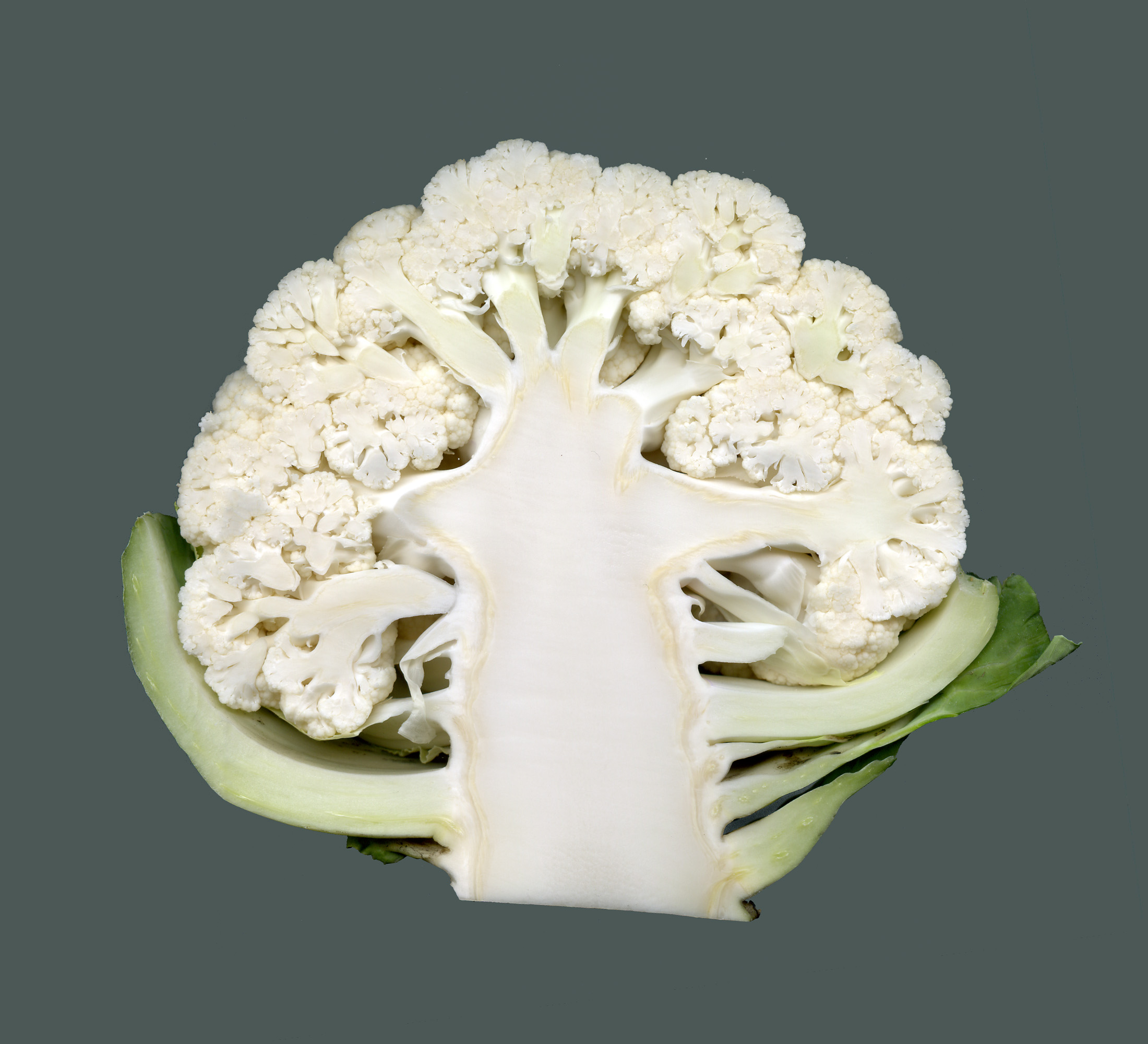
花蕾の断面

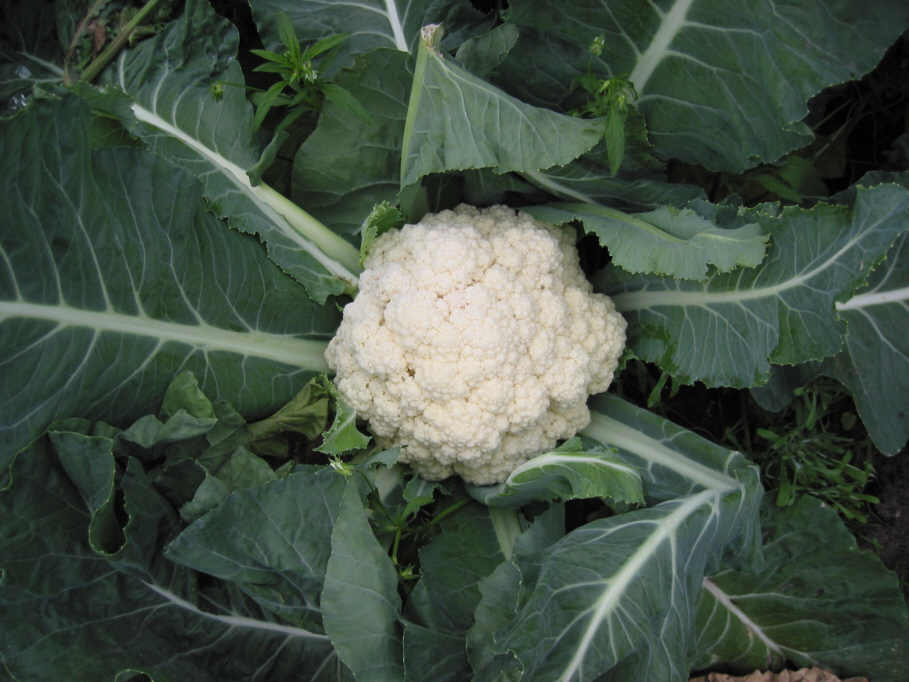
収穫するため葉を開いたところ

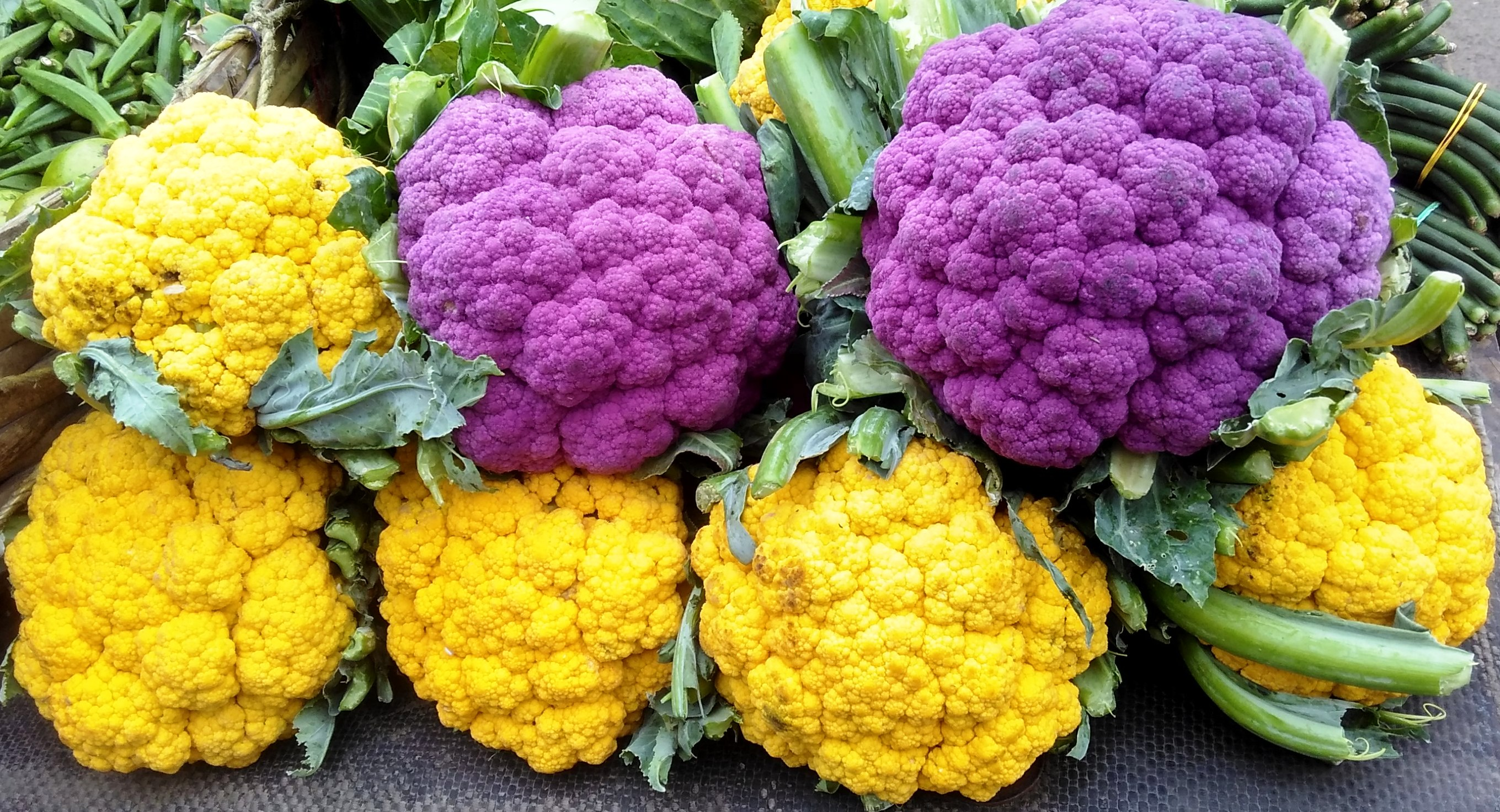
カリフラワーのオレンジと紫の雑種

カリフラワー（花椰菜、英: Cauliflower、学名: Brassica oleracea var. botrytis）はアブラナ科アブラナ属の一年生植物。頂花蕾を食用にする淡色野菜として栽培されるほか、観賞用途でも利用される。
名前の由来はキャベツ類の花を意味する、kale flower もしくは cole flower から。和名はハナヤサイ（花椰菜）、ハナキャベツ（花キャベツ）、ハナカンラン（花甘藍）。木立花葉牡丹（キダチハナハボタン）と呼ぶこともある。
白くこんもりとした花蕾と太い茎が特徴。よく似たブロッコリー（B. oleracea var. italica）は別変種。

## 概要
地中海沿岸原産のケールなど栽培されていた野菜から、突然変異によって生まれた、あるいは近東を原産地とするものが、ローマ帝国の衰退後にアラブ人の手によってヨーロッパに伝えられた等と言われている。
株の大きさは高さ50 - 60センチメートル (cm) 、横に50 - 60 cmほど広がる。茎の肥大化と花蕾（からい）が発育しない性質により、花梗（かこう）は低い位置で球状の塊となる。収穫せず生育させても、他のアブラナ属のようには伸長しない。日本でも最近認識されてきた緑色のロマネスコ（Romanesco、品種名「カリブロ」）等も仲間である。
太い茎がミネラルやビタミンを貯蔵する器官としての役割を果たすため、良質な花や実がつき、他のアブラナ科植物より栄養価が高い。

## 名称
英名のカリフラワー（cauliflower）はイタリア語の cavoli fiori に由来する。cavoli、fiori はそれぞれ cavolo（キャベツ）、fiore（花）の複数形であり、cavoli fiori で「開花したキャベツ」といった意味になる。イタリア語の cavolfiore （カヴォルフィオーレ）は、カリフラワーを表わす単数名詞である。フランス語では chou-fleur （シュウフルォー）といい、chou は「キャベツ」という意味の男性名詞、fleur は「花」という意味の女性名詞の単語である。
和名のハナヤサイ（花椰菜）は、キャベツの古い漢名である椰菜（ヤサイ）に花を組み合わせた言葉で、キャベツのなかまで花蕾を食べることに由来する。別名のハナキャベツ、ハナカンラン（花甘藍）も同様に花とキャベツを組み合わた名称である。
漢名を花椰菜（カヤサイ）というが、これは和名ハナヤサイの漢字表記が中国に逆輸入されたものである。
カタカナ語としては、現在のカリフラワーという表記が定着する以前はコーリフラワー、コーリーフラワーなどの表記が見られた。また、漢字表記として和名または漢名由来の花椰菜が当てられた。

## 歴史
キャベツの原種でもあるアブラナ科のブラッシカ・オレラセア（Brassica oleracea、和名：ヤセイカンラン）の変種で、原産地は地中海東部沿岸とされる。2000年前の古代ローマでは「シマ」という名で記録されている。キャベツの原種植物から様々な変異植物が生まれ、数千年前には栽培されていたケールから分化したものと言われている。古代ローマ人は、原種植物から変異したブロッコリーに似た植物を利用していて、カリフラワーはそこから分化したものと考えられている。カリフラワーの記録として確認されている最古のものは、1140年にムーア系スペイン人でヤフヤー・イブン・ムハンマド・イブン＝アル＝アワーン著の農業教本『農書 Kitāb al-Filāha』に書かれたもので、カリフラワーを「シリアのキャベツ」「モスル・キャベツ」「カルナビッツ」などさまざまな名称でよんでいる。また、カリフラワーと思われる記録としては、1226年に編纂された『バグダード料理の書 kitāb Al-tārīkh』に「白キャベツ」として特集が組まれているものや、1583年にフランドルの植物学者レンベルト・ドドエンスが、ヨーロッパ人として初めて最新流行の植物を記録して「カリフラワー・ブラッシカ・キュプリア」（キプスからきたキャベツの意）と呼んでいるものなどが見られる。
15世紀にイタリア、フランスで栽培され始め、17世紀初めには、ヨーロッパ各地に広まった。18世紀頃にはインドで熱帯でも栽培できる品種が開発された。19世紀初頭にアメリカ、次いでアジアに伝わった。しかし、改良されて現在のようなカリフラワーとなるのは19世紀初頭のことである。
日本には明治初年に導入された。花梛菜（はなはぼたん）、英名カウリフラワーと紹介され試作されたものの、食用としても観賞用としても一般に普及しなかったが、日本の気候にあった品種も多数作出された。第二次世界大戦後に進駐軍向けに栽培が行われ、日本での洋食文化の広まりと、改良種の輸入、栽培技術の進歩により昭和30年頃から需要が高まり広く普及した。アスパラガス、セロリと合わせ、「洋菜の三白（さんぱく）」と呼ばれて広く知られるようになり、高級な西洋野菜のイメージから一般的な野菜へと日本人の意識も変わっていった。

## 品種
産地や収穫時期によって品種改良が進み、栽培品種は多い。日本では花蕾は白いものが一般に出回っているが、紫色やオレンジ色などの変わった品種もある。カリフラワーにはほのかな甘味と苦味があるが、品種による味わいの違いはほとんどない。
- カリフラワー - 白いカリフラワーは、葉を花蕾に被せて日光に当てずに育てたもの[5]。流通量が多く、日本では一般的な種類[14]。
- オレンジブーケ（橙色カリフラワー） - 花蕾が淡いオレンジ色のもので、カロテンを含有している。茹でると鮮やかな濃いオレンジ色になり、味も良い[7][5]。
- 紫カリフラワー（パープルフラワー） - 花蕾が紫色であることから「バイオレット」とも呼ばれ、アントシアニンを含有している[14]。茹でると色が落ちて、淡い緑色に変わる[7]。栽培が難しく、冬場に少量が市場に出回る[5]。白い種類よりも、栄養価は高い[14]。
- ロマネスコ - カリフラワーとブロッコリーを掛け合わせたイタリアの伝統的な品種で、黄緑色のゴツゴツ尖った花蕾が特徴[7]。
- カリフローレ - 花蕾の部分が小ぶりで、花茎の部分が長いスティックタイプのカリフラワー[3]。

"様々な色彩をしたカリフラワーの花蕾"
- 一般的な白いカリフラワー
- オレンジブーケ
- 紫カリフラワー
- ロマネスコ

### ブロッコリーとの違い
ブロッコリーとカリフラワーはいずれも花が密集して頭状花を形成するキャベツの変種である。カリフラワーは蕾が一つの塊のように堅く結びついているのに対して、ブロッコリーは結球がカリフラワーほど密集しておらず、伸びた茎の先端に密集した蕾を作る。側花蕾が出るブロッコリーと違い、カリフラワーは側花蕾は出ないので収穫はひと株で一度きりになる。また、カリフラワーは花蕾が一箇所に集中した形状が白雪を連想させる美しさを醸成するため、ブロッコリーよりも珍重された。

## 栽培

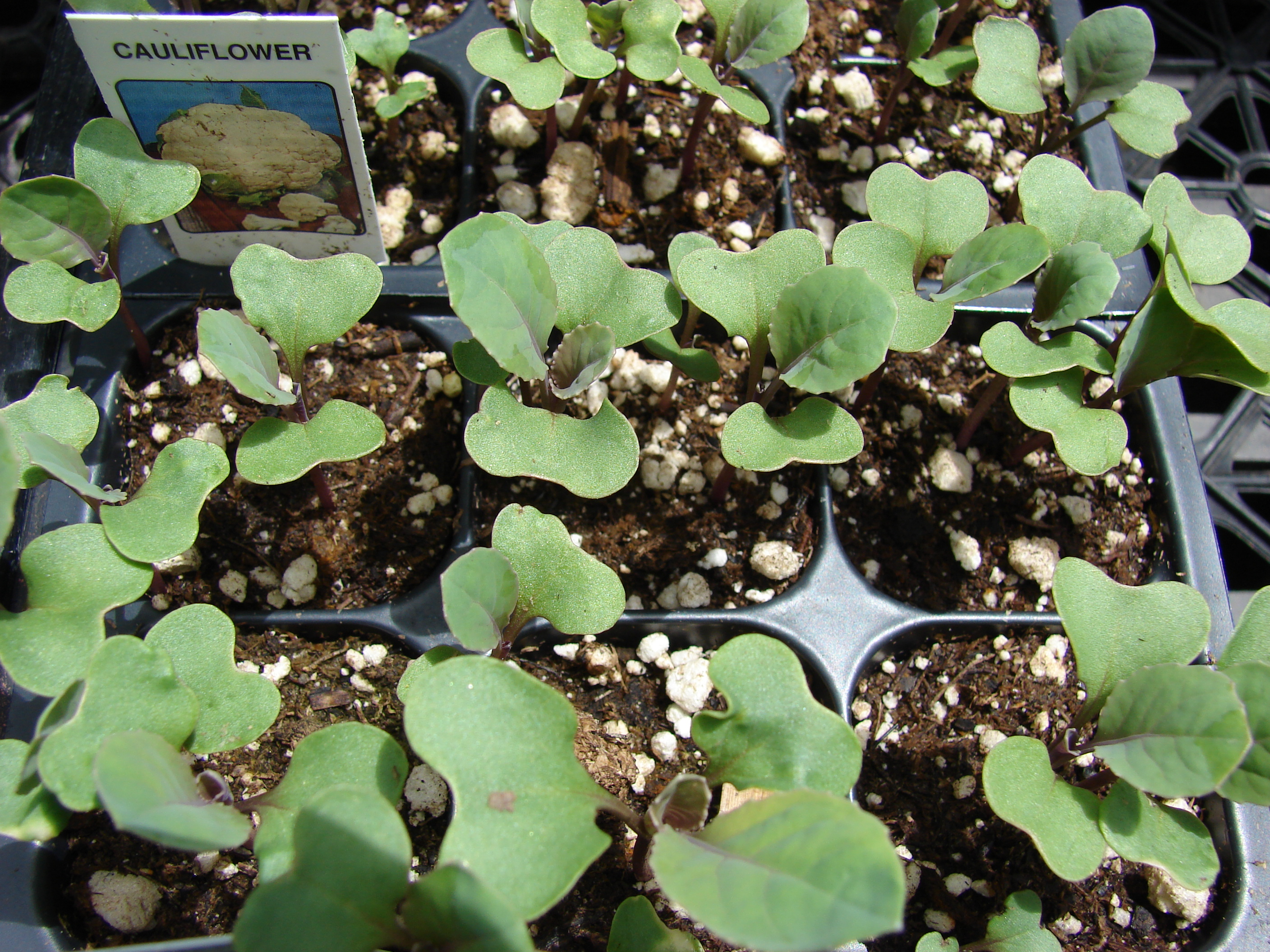
苗

春まきと秋まきの年2回つくることができ、春まきは早春に種まきと定植をして初夏に収穫する方法で、秋まきは夏に種まきと定植をして晩秋から初冬に収穫する方法がある。育て方はブロッコリーとほぼ同じで、日本では、夏に種をまき、晩夏に苗を植え付けて秋にかけて育て、晩秋から収穫を始めるのが一般的である。種まきから収穫まで約3か月を要する作物で、栽培に適する土壌酸度は pH 6.0 - 6.5、生育適温は15 - 20℃、発芽適温は15 - 30℃とされる。栽培難度は難しいほうで、カリフラワーのようなアブラナ科野菜は連作障害があることから、輪作年限は2 - 3年とされている。過湿には弱く、水はけの良い場所に定植するが、水切れを起こすと花蕾はつかなくなるので、水やりは必要である。
ポットなどに種をまき、本葉が5、6枚になったら、畑の畝に苗を50センチメートル (cm) ほどの間隔で定植する。定植後は2週間隔で、追肥と土寄せを2回行うようにする。定植後1か月を過ぎると、中央に花蕾が見えてくる。定植から80 - 85日後あたりが収穫期で、花蕾が白い品種であれば、花蕾がついたら外葉などを折ったり結んで直射日光が当たるのを防ぐようにすると、真っ白できれいな花蕾になる。花蕾がオレンジ色や紫色の品種では、花蕾に紫外線が当たることできれいに色付くため、白い品種のように遮光は行わない。葉を結束して2週間ぐらい、花蕾の直径が15 cmほどになったところで、花蕾の下を切って収穫が行われる。ブロッコリーのようにわき芽は出ないので、収穫は同じ株で1度切りである。
病虫害として、アブラムシやモンシロチョウ・コナガの幼虫（アオムシ）、ヨトウガの幼虫（ヨトウムシ）による食害があり、特に気温が高い時期は害虫がつきやすい。対策として、定植後はアオムシなどの害虫がつかないように寒冷紗でトンネルがけを行って、苗を守るようにするとよいとされる。アオムシやヨトウムシを見つけたら捕殺する。病気では根こぶ病にかかる場合がある。

## 生産

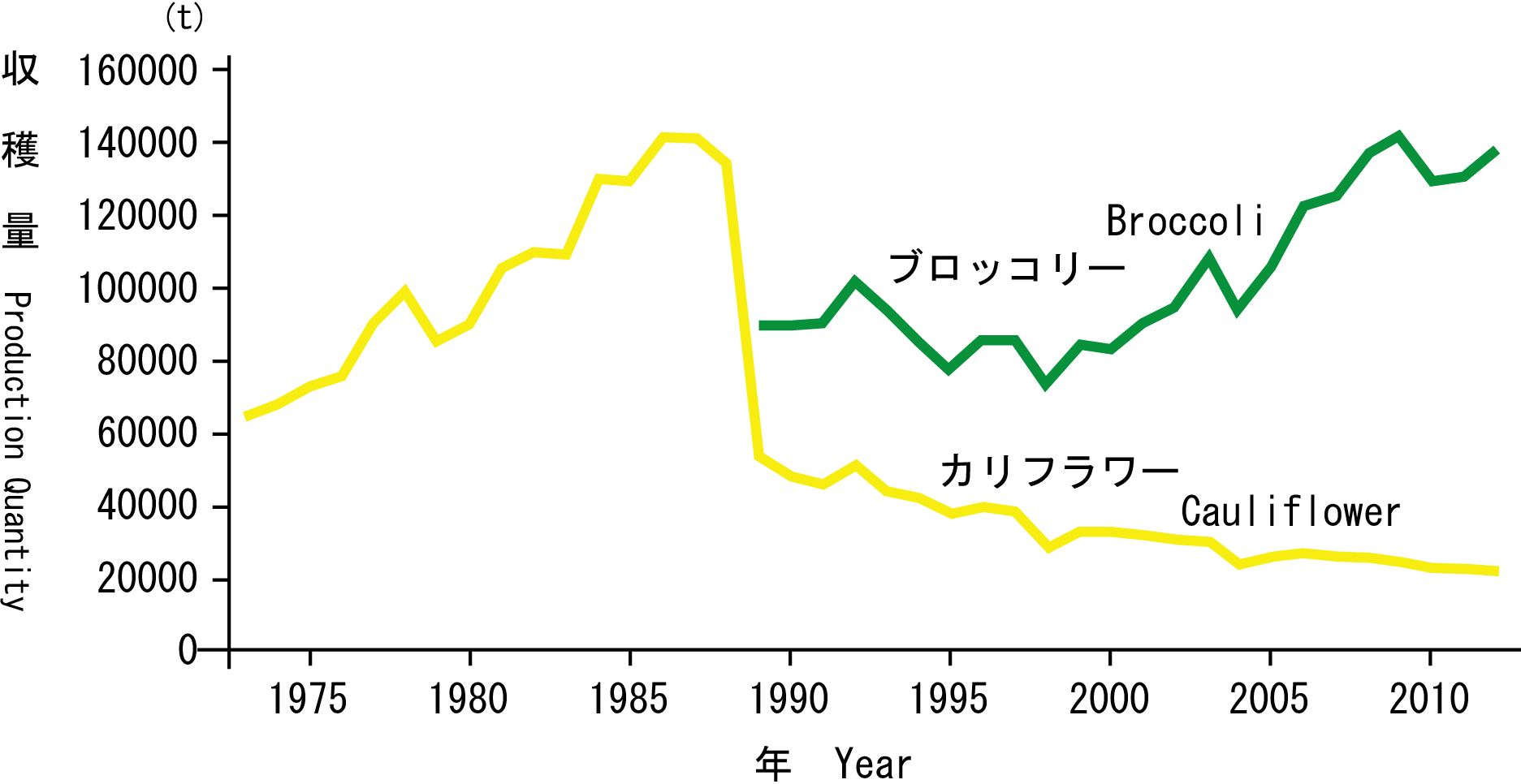
日本のカリフラワーとブロッコリーの収穫量の推移（1973-2012年）

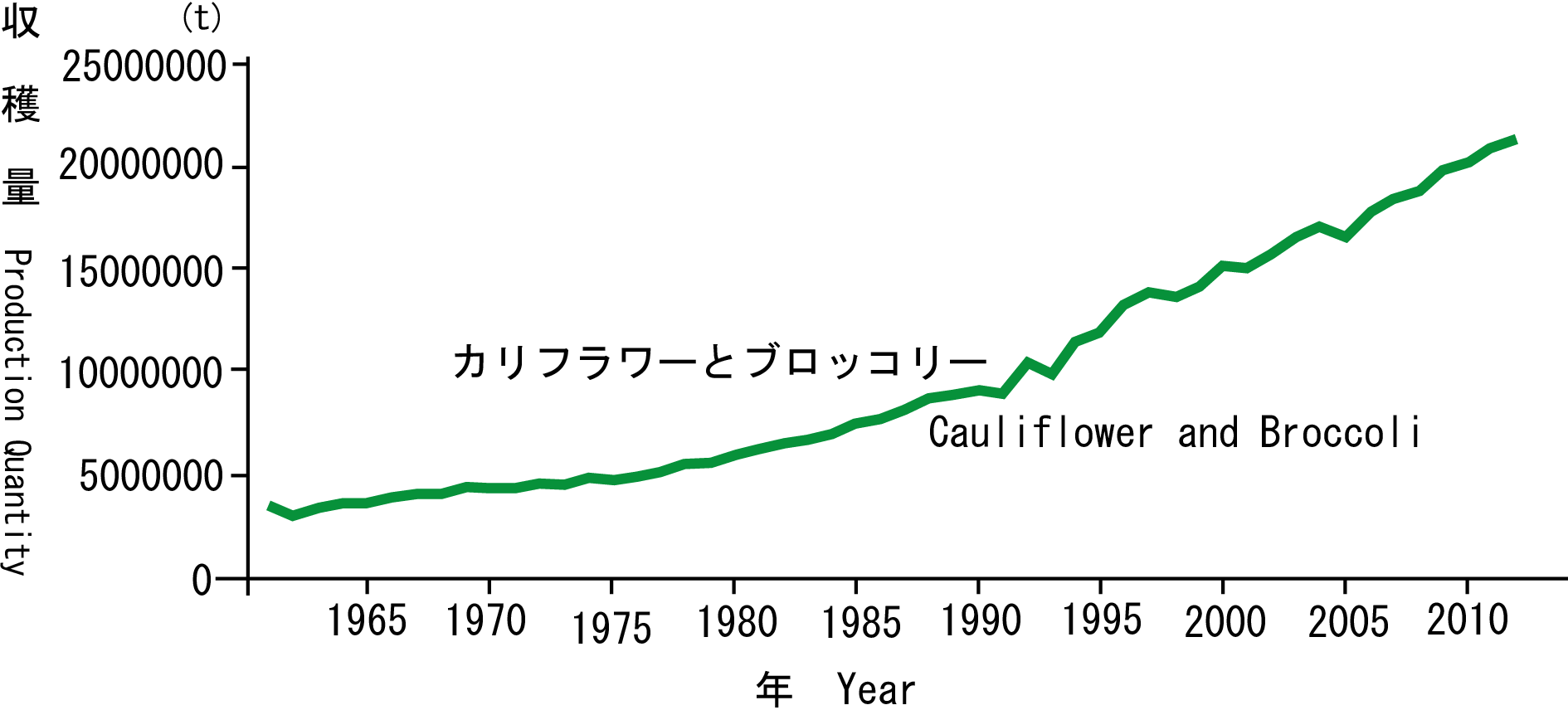
世界のカリフラワーとブロッコリーの収穫量の推移（1961-2012年）

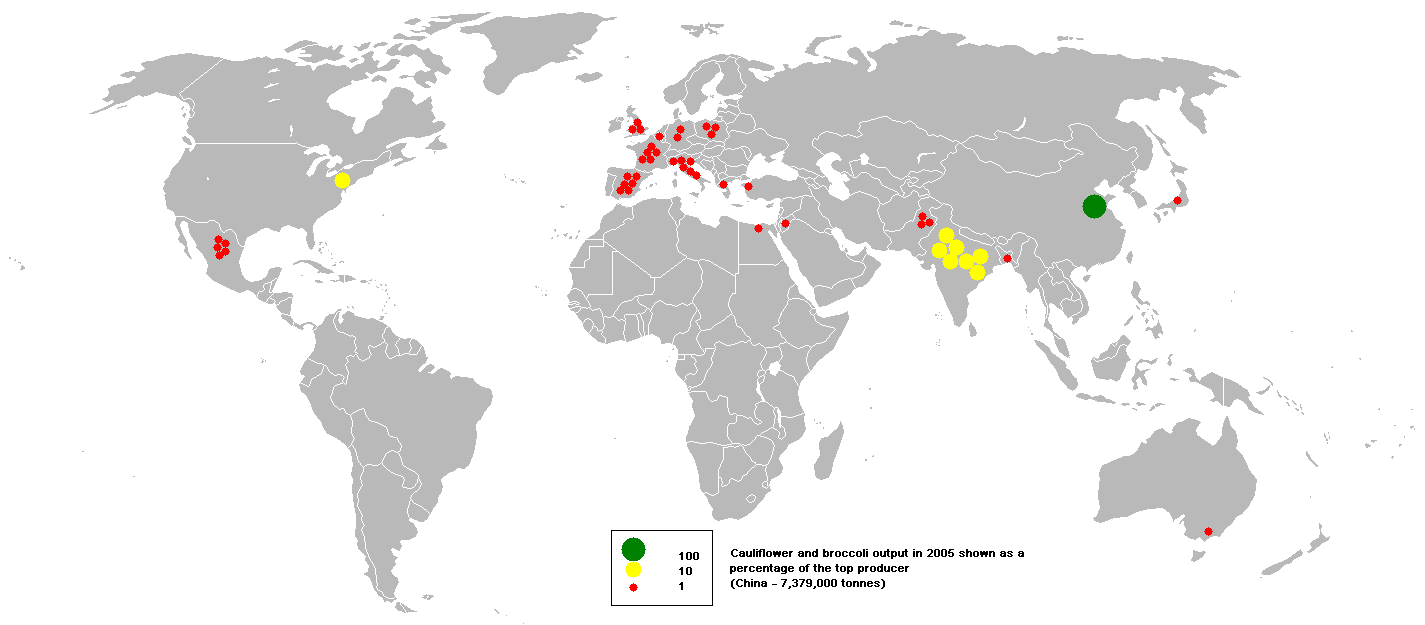
世界のカリフラワーとブロッコリーの生産地域（2005年）

低温に弱く暖かい地方や夏にしか栽培できなかったが、耐寒性の強いキャベツなどとの交配により越冬も可能な品種も誕生した。現在では温暖、冷涼いずれにも向く野菜として、各国で栽培されている。夏に育てられる「サマーカリフラワー」に対し、後者を「ウインターカリフラワー」もしくは「ブロッコリー」と呼んだ。カリフラワーの出回り期は、12月 - 2月ごろに多くなる。
統計によると、日本における1964年の収穫高は約1万t だったのが、12年後の1976年には7万5千t に拡大した。しかし、1980年代以降に急増したブロッコリーに押されて作付け面積や出荷量は減少しつつある。これは、日本では外観が重視されるため、特に蕾の白味を強くするために葉をまとめて蕾を隠し、日射を遮る手間が掛かること。一つしか育たない頂花蕾を食用にすることから、ブロッコリーのように側枝の収穫をすることができず、面積あたりの収穫量が劣ること。国内の冷蔵設備の普及により、常温では変色しやすいブロッコリーの保存を行えるようになったこと等が影響している。日本において収穫量が最も多い都道府県は徳島県（2012年収穫量：2,560t、栽培面積：101ha）、最も多い市町村は徳島市である。
日本における収穫量上位10都道府県（2012年）
| 収穫量順位 | 都道府県 | 収穫量（t） |
| ---------- | -------- | ----------- |
| 1          | 徳島県   | 2,560       |
| 2          | 茨城県   | 2,440       |
| 3          | 愛知県   | 2,140       |
| 4          | 長野県   | 1,800       |
| 5          | 熊本県   | 1,270       |
| 6          | 埼玉県   | 1,260       |
| 7          | 福岡県   | 1,250       |
| 8          | 新潟県   | 1,240       |
| 9          | 千葉県   | 853         |
| 10         | 静岡県   | 715         |
| ―          | 全国計   | 21,800      |

世界のカリフラワーとブロッコリーの収穫量上位10か国（2012年）
| 収穫量順位 | 国             | 収穫量（t） |
| ---------- | -------------- | ----------- |
| 1          | 中国           | 9,500,000   |
| 2          | インド         | 7,000,000   |
| 3          | イタリア       | 414,142     |
| 4          | メキシコ       | 397,408     |
| 5          | フランス       | 344,414     |
| 6          | ポーランド     | 306,776     |
| 7          | アメリカ合衆国 | 303,450     |
| 8          | パキスタン     | 224,000     |
| 9          | ドイツ         | 176,692     |
| 10         | エジプト       | 171,088     |
| ―          | 世界計         | 21,266,789  |

日本は14位で154,000tを生産する。

## 食材
葉は食用にせず、葉に包まれた花蕾の部分を食用にする。春まきと秋まきによって通年流通しているが、本来の旬は冬場の11月 - 3月とされる。花蕾がぎっしりと詰まっていて丸みがあり、色くすみや斑点が出ていないもので、外葉もきれいなものが商品価値の高い良品とされる。淡白な味わいと、花蕾のさっくりとした独特の歯ざわりが特徴。味にはわずかな苦みを感じる人もいるが、クセのない味はサラダやスープ、シチューなど様々な料理で使われる。葉も食用にすることができるが青っぽさと苦みが強い。これはケール同様、原種に近いためと考えられている。アクがあるため調理時には一般的に下茹でを行うことが多い。

### 栄養素
可食部100グラム (g) あたり水分量は約91%含まれており、炭水化物が5.2 g、タンパク質3.0 g、灰分0.9 g、脂質0.1 gが含まれている。栄養的には、淡色野菜であるカリフラワーは、緑黄色野菜のブロッコリーには及ばない。
しかし、カリフラワーに含まれるビタミンCの量はブロッコリーに比べ若干少ないが、淡色野菜の中でも特に豊富に含まれており、加熱による損失に強く成分が失われにくい性質がある。ビタミンC含有量はキャベツのおよそ2倍で、葉物野菜よりも1回に食べる重量も多く、ビタミンCの供給源として優秀な野菜と評されている。茎の部分には、つぼみ部分の倍以上のビタミンCが含まれているともいわれている。ビタミンCは、皮膚の健康を保ち、白血球の働きの強化、抗酸化作用があり、ストレスや喫煙の害から体を守る働きもしてくれることが知られている。
また、ビタミンB群、カリウム、カルシウムなども豊富にバランスよく含まれている。カリウムは高血圧を抑制する作用が知られている。食物繊維も豊富で、腸内環境を整える効果もある。品種違いによるカリフラワーの色で、緑色はビタミンC、オレンジ色はβ-カロテン、紫色はアントシアニンを多く含む。
カリフラワーには、アブラナ科の野菜が共通してもっているグルコシノレートを含んでおり、肝臓の解毒作用を強化して有害物質の分解する働きをもっている。カリフラワーに含まれるイソチオシアネートは発がん性物質の活性を阻害する働きがあるとして注目されている。

### 調理・料理
茹でるだけでなく、焼き物、蒸し物、揚げ物、煮物、炒め物と幅広い調理が行われる。サラダの素材として生のまま食することも多い。酢漬け（ピクルス）にも向く。グラタンやポロネーズの素材としても人気が高い。
下茹での際は、小房に切り分けたら茎に切り目を入れておくと、茎まで均等に茹で上げることが出来る。塩を加えて茹でるが、白色種は熱湯に酢またはレモン汁を入れて茹で上げると、きれいな白色に仕上げられる。小麦粉を加えて茹でると、沸点が上がって早く茹で上がるほか、表面組織を保護する働きをしてくれる。茹でたらザルに上げて水気を切り、はやく冷ますようにすると予熱で火が通り過ぎず固めに茹で上がり、そのあと様々な調理に使われる。
低炭水化物ダイエット（低糖質ダイエット、あるいは糖質制限ダイエット）を行っている人はジャガイモの代用として食べる場合がある。また砕いて米飯状に加工した「カリフラワーライス」も日本の外食・中食メニューや家庭料理として食されるようになっている。

### 保存
カリフラワーは鮮度が落ちやすい野菜で、冷蔵保存で2 - 3日ほど日持ちする。鮮度が落ちてくると、つぼみの色がくすんだり、斑点が出てくる。花蕾を切った使いかけのものは、湿らせたペーパーで切り口を包むようにして、ラップに包んで冷蔵する。固ゆでしたものは、小房に分けて保存袋で冷凍保存すると調理で使いやすくなる。20℃以上のところに置いておくと、花蕾が開いてしまう。

## 文化
ルイ15世 (フランス王)の愛人として知られるデュ・バリー伯爵夫人は、いくつものカールを積み重ねたかつらを頭につけていた。それがカリフラワーの花蕾を連想させるものであったことから、カリフラワーを使った料理の多くにデュ･バリーの名がつけられることとなった。

## その他
- 耳介血腫 - 耳の病気の一種で、耳介付近の内出血によるもので[注 3]、耳を何かの拍子で強くぶつけてしまったり、耳を負傷しやすいスポーツ[注 4]を行っている選手にしばしば見られる。これを繰り返していくうちに腫れが硬くなり、いずれはカリフラワーの形をした外耳の形状（カリフラワー耳）になる[26]。